# 3’s & 7’s
3's & 7's — второй сингл группы Queens of the Stone Age из альбома Era Vulgaris. Вышел 4 июня 2007 года. Сингл занял первую позицию в UK Rock Singles Chart и девятнадцатую позицию в UK Singles Chart.
Песня включена в список композиций игры "Guitar Hero III: Legends of Rock"

## Список композиций

### CD
1. "3s & 7s" – 3:34
2. "Christian Brothers" – 4:25 (Elliott Smith cover)

### 7" - 1
A: "3s & 7s" – 3:34
B1: "Sick, Sick, Sick" – 3:34
B2: "I'm Designer - Remix" – 3:49

### 7" - 2
A: "3s & 7s" – 3:34
B1: "Sick, Sick, Sick" – 3:34
B2: "Goin' Out West" – 3:26 (Tom Waits cover)

## Другие версии
Помимо оригинальной версии, песня 3's and 7's имеет ещё 2 версии:
1. "3s & 7s" - 3:37 (Предварительная версия)
2. "3s & 7s" - 3:17 (Радио версия)

Предварительная версия имеет немного измененный текст на бридже.

## Клип
Клип на песню был снят в Джошуа Три режиссёром Полом Минором, известный своей работой над клипом песни "Starlight" группы Muse. Позже на сервисе Flickr был выложен ряд изображений из будущего клипа. Сам клип был выложен на сайте iFilm 26 сентября 2007 года, ровно через три полных месяца после выхода сингла в Европе. Клип является трейлером выдуманного фильма с одноименным названием и снят в стиле эксплуатационного кино 60-х годов и фильма Grindhouse, снятого в 2007 году. Существует две версии клипа. Первая версия содержит наготу, и поэтому её пришлось переиздать, и вторая версия клипа без наготы заменила первую.

## Участники
- Джош Омм – вокал, ведущая гитара, бас-гитара, электропианино
- Трой Ван Левен – ритмическая гитара, слайд-гитара
- Джои Кастильо – ударные

## Позиции в чартах
| Чарт (2007)               | Наивысшая позиция |
| ------------------------- | ----------------- |
| UK Rock Singles Chart     | 1                 |
| UK Singles Chart          | 19                |
| US Modern Rock            | 25                |
| Irish Singles Chart       | 36                |
| Eurochart Hot 100 Singles | 86                |